# Formel Nippon 2000
Formel Nippon 2000 dominerades av den förre formel 1-föraren Tora Takagi, som vann åtta av tio deltävlingar på sin väg mot titeln.

## Delsegrare
| Datum        | Bana   | Vinnare          |
| ------------ | ------ | ---------------- |
| 26 mars      | Suzuka | Tora Takagi      |
| 16 april     | Motegi | Tora Takagi      |
| 21 maj       | Mine   | Tsugio Matsuda   |
| 4 juni       | Fuji   | Tora Takagi      |
| 2 juli       | Suzuka | Tora Takagi      |
| 30 juli      | Sugo   | Tora Takagi      |
| 20 augusti   | Motegi | Tora Takagi      |
| 3 september  | Fuji   | Tora Takagi      |
| 17 september | Mine   | Tora Takagi      |
| 5 november   | Suzuka | Satoshi Motoyama |

## Slutställning
| Plats | Förare             | Poäng |
| ----- | ------------------ | ----- |
| 1     | Tora Takagi        | 86    |
| 2     | Michael Krumm      | 35    |
| 3     | Satoshi Motoyama   | 34    |
| 4     | Tsugio Matsuda     | 27    |
| 5     | Hideki Noda        | 15    |
| 6     | Katsutomo Kaneishi | 14    |
| 7     | Juichi Wakisaka    | 13    |
| 8     | Naoki Hattori      | 10    |
| 9     | Yuji Tachikawa     | 9     |
| 10    | Ralph Firman       | 9     |